# 皮斯科省

皮斯科省（西班牙語：Provincia de Pisco）是秘魯的省份，位於該國中南部伊卡大區，首府是皮斯科，始建於1900年10月13日，面積3,978平方公里，2005年人口116,865，人口密度每平方公里29人。